# ちゃんぽん食べたかっ!
『ちゃんぽん食べたかっ！』（ちゃんぽんたべたかっ）は、さだまさしの小説。さだの自伝的小説で、2014年から『長崎新聞』や『大分合同新聞』などで連載され、2015年5月30日にNHK出版から単行本が刊行された。タイトルの「食べたか」は「食べたか?」という疑問形ではなく、長崎の方言で「食べたい」という意味である。
2015年にNHK総合でテレビドラマ化された。

## 掲載新聞
- 長崎新聞（2014年9月5日から連載開始）
- 大分合同新聞夕刊（2014年9月25日から連載開始）
- 徳島新聞（2014年10月11日から連載開始）
- 佐賀新聞・南日本新聞（2014年10月17日から連載開始）
- 山梨日日新聞（2014年10月22日から連載開始）
- 福島民友新聞・津山朝日新聞（2014年11月13日から連載開始）

## テレビドラマ
『ちゃんぽん食べたか』（ちゃんぽんたべたか）のタイトルで、2015年5月30日から8月1日まで毎週土曜日22:00 - 22:44に、NHK総合の土曜ドラマで放送された。全9回。主演は菅田将暉。
2013年にNHK BSプレミアムで放送されたドラマプレミアムドラマ『かすていら』の続編にあたり、雅志の父と母を演じた遠藤憲一と西田尚美が引き続き出演した。また、主人公・雅志の妄想に登場する「中学時代の雅志」役として、『かすていら』で小学校時代の雅志を演じた大八木凱斗が出演。雅志の祖母を演じた佐々木すみ江も写真のみであるが出演した。最終回では回想で『かすていら』のシーンが一部挿入された。

### あらすじ
昭和40年代初頭、故郷の長崎でバイオリンの天才少年と期待された佐野雅志は、本格的にバイオリンを学ぶため中学から単身上京、一人で下宿生活をしていた。しかし音楽高校受験に失敗してしまい、普通高校に入ったことで、バイオリニストとしての自分の才能に疑問を持ち始める。
高校二年になった雅志は個人レッスンの教師についてバイオリンを続けるが、やがて同級生の樫山や菊田らと組んだバンド活動に熱中しはじめ、学費を出してくれる両親に申し訳なく思う。ある日仲間たちとバンドコンテストに出場した彼は、後にフォークデュオ「グレープ」を組むことになる古田政美と運命的な出会いを果たす。
折からの70年安保の騒ぎに巻き込まれ、様々な出会いや挫折を繰り返すなか、大学生になった雅志は、バンドを続ける樫山や古田の姿を見て自分も音楽への夢を諦めきれないことに気づく。

### キャスト
佐野 雅志
演 - 菅田将暉（少年期：大八木凱斗）
プロのバイオリニストになるべく、両親や故郷の期待を背負って上京し一人暮らしをしている少年。バンドではギター担当。器用で多彩だが、そのかわり自分の本当にやりたいことを見つけられないでいる。
古田 政美
演 - 本郷奏多
高2の時に知り合った他校生で、高校生離れしたギターテクニックの持ち主。普段は無愛想だが音楽に対しては妥協を許さず、真剣にプロを目指している。
モデルは元グレープの吉田政美。
樫山 満
演 - 間宮祥太朗
高2のときのクラスメイトでバンドではベース担当。強引だが憎めないところがあり雅志の下宿に入り浸る。古田ともいち早く知り合い、雅志に紹介した。
菊田 保夫
演 - 泉澤祐希
高2のときのクラスメイトでバンドではボーカル担当。米屋の息子で金のない雅志たちを家に呼んでメシを食べさせてくれる。周囲を気遣う優しい性格。
岡倉 洋子
演 - 森川葵
雅志と同じクラスのクールな少女。雅志とどこか意識しあっている。
佐野 喜代子
演 - 西田尚美
雅志の母。苦しい家計をやりくりしながら優しく家族を支える。
佐野 雅人
演 - 遠藤憲一
雅志の父。豪放磊落な人物で仕事はうまくいかず失敗も多いが、家族の精神的支柱となっている。
寺山 朔太郎
演 - 澤部佑
寺山 力也
演 - 中村倫也
寺山 陽造
演 - 五宝孝一
中島 弘道
演 - 矢本悠馬
生沢 巳喜夫
演 - タモト清嵐
榎木 和秋
演 - 小平大智
安川 衛
演 - 豊原功補
三村 英比古
演 - 岡田義徳
三村 香織
演 - 中村優子
木戸 光照
演 - 山西惇
太田 雄一
演 - 落合モトキ
菊田 武夫
演 - 阿南健治
菊田 美枝
演 - 熊谷真実
古田 孝司
演 - ラサール石井
村尾 長治
演 - 徳井優
野沢 寛
演 - 皆川猿時
田島 健一
演 - 井上肇
佐野 繁理
演 - 佐藤涼平（幼少期：坂口湧久）
佐野 玲子
演 - 渡辺優奈（幼少期：新井美羽）
佐野 エン
演 - 佐々木すみ江（写真のみ）
宮下 康平
演 - 寺田農

### スタッフ
- 脚本 - 尾崎将也
- 原作 = さだまさし『ちゃんぽん食べたかっ！』
- 演出 - 清水一彦、川野秀昭（NHKエンタープライズ）
- 音楽 - 渡辺俊幸
- 制作統括 - 真鍋斎（NHKエンタープライズ）、谷口卓敬（NHK）

### 放送日程
| 放送回 | 放送日  | サブタイトル                 | 演出     | 備考                          |
| ------ | ------- | ---------------------------- | -------- | ----------------------------- |
| 第1回  | 5月30日 | 故郷（ふるさと）を遠く離れて | 清水一彦 | 放送時間変更（23:00 - 23:44） |
| 第2回  | 6月06日 | 小さな革命                   | 清水一彦 |                               |
| 第3回  | 6月13日 | それぞれの本気               | 清水一彦 |                               |
| 第4回  | 6月20日 | 岐路に立つとき               | 川野秀昭 |                               |
| 第5回  | 6月27日 | 生きることの意味             | 川野秀昭 |                               |
| 第6回  | 7月04日 | 母の涙                       | 川野秀昭 |                               |
| 第7回  | 7月18日 | 本当にやりたいことは         | 清水一彦 |                               |
| 第8回  | 7月25日 | さよなら青春の日々           | 川野秀昭 |                               |
| 最終回 | 8月01日 | 明日への扉                   | 清水一彦 |                               |

| NHK 土曜ドラマ                      | NHK 土曜ドラマ                         | NHK 土曜ドラマ         |
| 前番組                              | 番組名                                 | 次番組                 |
| ----------------------------------- | -------------------------------------- | ---------------------- |
| 64（ロクヨン） （2015.4.18 - 5.16） | ちゃんぽん食べたか （2015.5.30 - 8.1） | 破裂 （2015.10.10 - ） |